# Parcs nacionals de l'Azerbaidjan
Els parcs nacionals de l'Azerbaidjan són el conjunt de parcs nacionals o espais naturals protegits de l'Azerbaidjan. El parc nacional més antic de l'Azerbaidjan (àrea protegida II de la categoria de UICN) és l'originalment anomenat Parc Nacional d'Ordubad, actualment Parc Nacional de Zangezur, que es va fundar el 2003. El parc nacional més recent és el Parc Nacional de Göygöl, que es va fundar el 2008. En total hi ha 8 parcs nacionals. Els parcs nacionals en existència ocupen 298.364,5 hectàrees (2.983,645 km²) de l'àrea territorial, la qual cosa representa aproximadament el 3,44% de la superfície total de l'Azerbaidjan.
|    | Nom del Parc Nacional         | Nom Original             | Establiment           | Superfície (km²) | Raions                                  | Localització                                                                                   |
| -- | ----------------------------- | ------------------------ | --------------------- | ---------------- | --------------------------------------- | ---------------------------------------------------------------------------------------------- |
| 1. | Parc Nacional de Zangezur     | Zəngəzur Milli Parkı     | 16 de juny de 2003    | 427,97 km²       | Ordubad                                 |                                                                                                |
| 2. | Parc Nacional d'Ağ Göl        | Ağ göl Milli Parkı       | 5 de juliol de 2003   | 179,24 km²       | Ağcabədi Beyləqan                       | Parcs nacionals de l'Azerbaidjan està situat en Azerbaidjan · Parcs nacionals de l'Azerbaidjan |
| 3. | Parc Nacional de Shirvan      | Şirvan Milli Parkı       | 5 de juliol de 2003   | 543,73 km²       | Salyan Neftçala                         | Parcs nacionals de l'Azerbaidjan està situat en Azerbaidjan · Parcs nacionals de l'Azerbaidjan |
| 4. | Parc Nacional de Girkan       | Hirkan Milli Parkı       | 9 de febrer de 2004   | 427,97 km²       | Lənkəran Astara                         | Parcs nacionals de l'Azerbaidjan està situat en Azerbaidjan · Parcs nacionals de l'Azerbaidjan |
| 5. | Parc Nacional d'Altıağac      | Altıağac Milli Parkı     | 31 d'agost de 2004    | 110,35 km²       | Xızı Siyəzən                            | Parcs nacionals de l'Azerbaidjan està situat en Azerbaidjan · Parcs nacionals de l'Azerbaidjan |
| 6. | Parc Nacional d'Absheron      | Abşeron Milli Parkı      | 8 de febrer de 2005   | 7,83 km²         | Bakú                                    | Parcs nacionals de l'Azerbaidjan està situat en Azerbaidjan · Parcs nacionals de l'Azerbaidjan |
| 7. | Parc Nacional de Shahdag      | Şahdağ Milli Parkı       | 8 de desembre de 2006 | 1305,08 km²      | Quba Qusar İsmayıllı Qəbələ Oğuz Şamaxı | Parcs nacionals de l'Azerbaidjan està situat en Azerbaidjan · Parcs nacionals de l'Azerbaidjan |
| 8. | Parc Nacional de Göygöl       | Göygöl Milli Parkı       | 1 d'abril de 2008     | 127,55 km²       | Göygöl                                  | Parcs nacionals de l'Azerbaidjan està situat en Azerbaidjan · Parcs nacionals de l'Azerbaidjan |
| 9. | Parc Nacional de Samur-Yalama | Samur-Yalama Milli Parkı | 5 de novembre de 2012 | 117,72 km²       | Xaçmaz                                  | Parcs nacionals de l'Azerbaidjan està situat en Azerbaidjan · Parcs nacionals de l'Azerbaidjan |